# Scooter Braun
Scott Samuel "Scooter" Braun (sinh ngày 18 tháng 6 năm 1981) là một doanh nhân, giám đốc âm nhạc và nhà đầu tư người Mỹ. Được biết đến nhiều nhất với tư cách là nhà quản lý nghệ sĩ cho Ariana Grande, Justin Bieber, J Balvin, Demi Lovato và các nghệ sĩ khác, anh là chủ tịch của Ithaca Holdings, người đồng sáng lập TQ Ventures, đồng sáng lập Mythos Studios và đồng sở hữu của đội tuyển thể thao điện tử 100 Thieves.

## Tiểu sử
Braun sinh ra ở thành phố New York và có cha mẹ là người Do Thái giáo bảo thủ, ông Ervin và bà Susan (nhũ danh Schlussel) Braun. Cha mẹ của Braun "thoát khỏi" cuộc thảm sát Holocaust và sinh sống ở Hungary cho đến năm 1956, trước khi Liên Xô can thiệp đàn áp cuộc cách mạng Hungary, họ di tản tới Hoa Kỳ. Ông Ervin lớn lên ở khu phố Queens và trở thành một nha sĩ; Susan Schlussel Braun là bác sĩ chỉnh nha. Sau khi kết hôn, đôi vợ chồng định cư ở Cos Cob, Connecticut.
Braun có 4 anh chị em, Liza, Cornelio, Sam và Adam Braun. Adam Braun là người sáng lập Pencils of Promise, một tổ chức từ thiện chú trọng đến xây dựng các trường học tại các quốc gia đang phát triển.
Braun lớn lên ở Cos Cob, Connecticut và theo học tại trường Greenwich High School nơi anh được bầu chọn là lớp trưởng. Anh chơi bóng rổ từ năm 13 đến 18 tuổi trong đội Amateur Athletic Union với Connecticut Flame. Khi Braun 17 tuổi, cha mẹ anh nhận nuôi Sam Mahanga và Cornelio Giubunda, các cựu thành viên của đội tuyển quốc gia thiếu niên Mozambique. Vì khi đó không có một đội do chương trình thể thao bóng rổ hoạt động khó khăn, Ervin Braun đã tuyển họ cho một giải đấu All-Star. Mahanga và Giubunda trở thành các ngôi sao trong đội bóng rổ Greenwich High mặc dù bị những người hâm mộ la ó — một trải nghiệm ảnh hưởng rất nhiều đến gia đình Brauns. Trong thời gian học tại Greenwich High School, Braun tham gia một cuộc thi video tư liệu cho ngày tôn vinh lịch sử toàn quốc với một đoạn phim dài 10 phút có tên "Xung đột của người Hungary" về những người Do Thái ở Hungary trước, trong và sau cuộc thảm sát Holocaust. Bộ phim giành chiến thắng trong các cuộc thi cấp khu vực và tiểu bang và sau đó giành hạng ba chung cuộc. Một thành viên của gia đình Braun gửi bộ phim tới cho văn phòng của đạo diễn Steven Spielberg, người sau đó đã trao nộp cuốn video của Braun cho bảo tàng tưởng niệm cuộc thảm sát Holocaust ở Hoa Kỳ. Braun nói rằng sự xác nhận của Spielberg là một trong những thời khắc truyền cảm hứng nhất trong cuộc đời của anh.
Braun học đại học tại Emory University ở Atlanta nơi anh cũng chơi bóng rổ đại học cho đến năm cuối đại học. Sau khi Dupri đề nghị anh trở thành trưởng nhóm tiếp thị tại công ty So So Def của ông ta, Braun bỏ dở chương trình đại học khi chưa có bằng tốt nghiệp.

## Sự nghiệp
Braun khởi nghiệp với công việc tổ chức các buổi tiệc trong thời gian học tại Emory University ở Atlanta. Vào năm 2002, Braun được thuê tổ chức các buổi tiệc hậu trường ở từng thành phố trong số 5 thành phố của chuyến lưu diễn Anger Management Tour, với sự góp mặt của Ludacris và Eminem. Sự kiện bước chân vào thế giới hip hop này đã đưa Braun đến với nhà sản xuất Jermaine Dupri, giám đốc của So So Def Records. Braun mới 19 tuổi khi Dupri đề nghị anh gia nhập So So Def ở vị trí tiếp thị và 20 tuổi khi Dupri bổ nhiệm anh làm giám đốc điều hành tiếp thị của So So Def. Trong khi vẫn còn đang học năm cuối tại Emory, Braun làm việc tại So So Def và điều hành doanh nghiệp quảng bá tiệc của mình. Một số sự kiện quy mô lớn mà anh đã từng tổ chức bao gồm các buổi tiệc cho 2003 NBA All-Star Game và các bữa tiệc hậu trường cho chuyến lưu diễn Onyx Hotel Tour của Britney Spears. Braun rời So So Def để bắt đầu thành lập doanh nghiệp tư nhân bao gồm cả lĩnh vực tiếp thị, thu âm nhạc và đại diện cho nghệ sĩ. Anh bắt đầu hoạt động tiếp thị riêng bằng cách môi giới một thương vụ chiến dịch quảng cáo trị giá 12 triệu USD giữa Ludacris và Pontiac; video âm nhạc cho Two Miles an Hour của Ludacris, sẽ có sự xuất hiện của một chiếc Pontiac trong khi các đoạn quảng cáo thương mại của Pontiac sẽ sử dụng bài hát.
Braun lần đầu tiên gặp Justin Bieber khi anh xem video của cậu bé Bieber năm 12 tuổi trên YouTube, biểu diễn một bài hát của Ne-Yo. Braun đã liên lạc với mẹ của Bieber, Pattie Mallette, người đồng ý đưa con trai mình đến Atlanta trong thời gian thử nghiệm không ràng buộc. Cuối cùng, Braun đã thuyết phục họ chuyển từ Canada đến Hoa Kỳ. Sau những thành công tiếp theo trên mạng trực tuyến, Braun rời bỏ Bieber để đến với hai nghệ sĩ thành công là Usher và Justin Timberlake; cả hai đều thể hiện sự quan tâm. Cuối cùng, quản lý của Usher, giám đốc âm nhạc L. A. Reid, đã giúp Bieber ký một thương vụ hợp tác với Island Def Jam, Raymond-Braun Media Group.

### Phim điện ảnh và truyền hình
Braun đã sản xuất Never Say Never, một bộ phim tài liệu về ngôi sao nhạc pop Justin Bieber được MTV vinh danh vào năm 2011 là "một trong những bộ phim tài liệu âm nhạc có doanh thu cao nhất trong lịch sử phòng vé nội địa." Kinh phí của bộ phim là 13 triệu USD và thu về hơn 100 triệu USD trên toàn thế giới. Braun cũng là giám đốc sản xuất cho bộ phim truyền hình Scorpion của CBS, được phát sóng từ năm 2014 đến năm 2018. Thử nghiệm đầu tiên của anh trong một chương trình truyền hình, Scorpion có 4 mùa và đạt 26 triệu lượt xem trong lần ra mắt đầu tiên vào năm 2014. Vào năm 2018, Variety đưa tin rằng kênh truyền hình FX đã đặt mua một chương trình thử nghiệm hài kịch Dave do Braun sản xuất, trong đó có sự xuất hiện của diễn viên Kevin Hart và rapper Lil Dicky. Trong mùa đầu tiên, Dave là bộ phim hài được xem nhiều nhất trên FX. Vào tháng 7 năm 2019, SB Projects đã ký kết một thỏa thuận với Amazon Studios bao gồm các kịch bản phim và truyền hình.

### SB Projects
Vào năm 2007, Braun thành lập SB Projects, một công ty tiếp thị và giải trí tổng hợp với nhiều chi nhánh hoạt động khác nhau, trong đó bao gồm Schoolboy Records, SB Management và Sheba Publishing, một công ty sáng tác. Tập đoàn này cũng bao gồm RBMG, một tổ chức liên doanh giữa Braun và Usher. School Boy Records có hợp đồng phân phối nhạc với Universal Music Group. Vào đầu năm 2013, Ariana Grande đã ký hợp đồng với công ty quản lý của Scooter Braun và vào năm 2016, công ty của Grande, Republic Records xác nhận rằng Braun là người quản lý chính và phụ trách tất cả các khía cạnh liên quan đến sự nghiệp của cô. SB Ventures cũng quản lý các chiến dịch truyền hình, xây dựng thương hiệu, các thương vụ cấp phép nhạc và tài trợ cho các chuyến lưu diễn — trong đó bao gồm cả hợp đồng của Justin Bieber với Calvin Klein cho chiến dịch quảng cáo Purpose World Tour kéo dài từ năm 2016 đến năm 2017. Công ty cũng môi giới một thương vụ hợp tác giữa Kanye West với nhãn hiệu giày thể thao, Adidas.

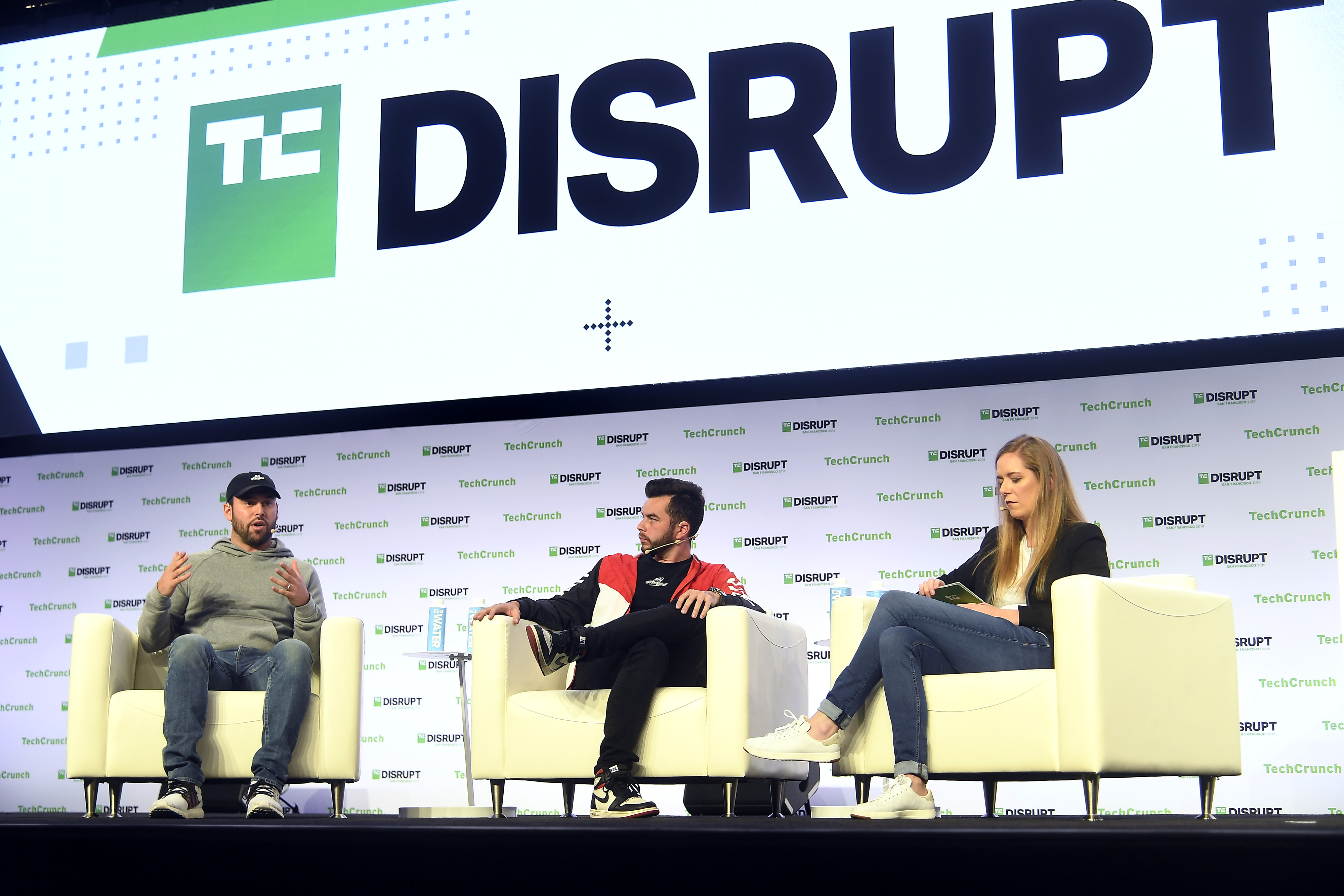
Braun (trái) trên sân khấu tại TechCrunch Disrupt SF năm 2019 với Matthew "NadeShot" Haag và biên tập viên Jordon Crook của TechCrunch.

### Ithaca Holdings
Ithaca Holdings, công ty holding của Braun bao gồm SB Projects, đã huy động được 120 triệu USD vào năm 2010 để đầu tư mạo hiểm bao gồm các khoản đầu tư vào Uber, Spotify và Editorialist. Các phương tiện truyền thông đưa tin rằng Ithaca, với 500 triệu USD vào năm 2018, sẽ hỗ trợ GoodStory Entertainment, sự hợp tác giữa Braun và giám đốc điều hành giải trí J. D. Roth, trong việc mua lại các bộ phim tài liệu và sự kiện trực tiếp.
Vào tháng 2 năm 2019, Ithaca Holdings đã kiện cựu giám đốc điều hành Spotify, Troy Carter, cáo buộc rằng anh đã không trả được khoản vay. Vụ kiện đã được giải quyết bên ngoài tòa án.
Vào tháng 6 năm 2019, Ithaca mua lại Big Machine Label Group trong một thương vụ bao gồm việc sở hữu bản quyền từ 6 album đầu tiên của nữ ca sĩ kiêm nhạc sĩ người Mỹ Taylor Swift. Việc mua lại được tài trợ bởi The Carlyle Group và một số công ty cổ phần tư nhân khác. Người sáng lập Scott Borchetta vẫn ở lại công ty với tư cách là CEO và là một cổ đông thiểu số tại Ithaca.
Vào ngày 2 tháng 4 năm 2021, công ty Hàn Quốc Hybe Corporation (được biết đến nhiều nhất với tư cách là công ty quản lý và hãng thu âm của nhóm nhạc nam Hàn Quốc BTS) thông báo rằng họ sẽ mua lại Ithaca Holdings từ Braun và Carlyle thông qua công ty con Hybe America, trong một thỏa thuận trị giá khoảng 1 tỷ USD. Như một phần của việc mua bán, Braun sẽ tham gia hội đồng quản trị của Hybe.

#### Tranh chấp
Vào tháng 6 năm 2019, các bản quyền của 6 album phòng thu đầu tiên của nữ ca sĩ kiêm nhạc sĩ người Mỹ Taylor Swift đã được Braun mua lại như một phần của thương vụ mua lại Big Machine Records, công ty thu âm của Swift cho đến năm 2019. Swift cho biết cô đã cố gắng mua lại các bản quyền trong nhiều năm, nhưng Big Machine đã đưa ra những điều kiện không thuận lợi. Cô lên án vụ việc mua lại của Braun; mặc dù cô đã cố gắng làm hòa, cô đã tố cáo anh là một "kẻ bắt nạt có tính thao túng, không ngớt". Cựu chủ tịch của Big Machine, Scott Borchetta, nói rằng Swift đã từ chối cơ hội mua các bản quyền và thách thức những tuyên bố của Swift.
Swift và Big Machine đã có một loạt tranh chấp, bao gồm cả cáo buộc của Swift về việc Big Machine ngăn cô sử dụng các bản nhạc cũ của mình cho American Music Awards năm 2019 và phim tài liệu Miss Americana (2020), cũng như phát hành trái phép Live from Clear Channel Stripped 2008 vào năm 2020. Swift tuyên bố cô sẽ thu âm lại 6 album phòng thu đầu tiên của mình như một phương tiện để giành lại quyền sở hữu cho các sản phẩm âm nhạc cũ của cô. Vào tháng 4 năm 2021, cô đã phát hành Fearless (Taylor's Version), bản tái thu âm từ album Fearless năm 2008 của cô.
Vào năm 2021, Braun đệ đơn hòa giải trong một tranh chấp pháp lý với cựu cộng sự kinh doanh, Peter Comisar, người lãnh đạo một quỹ đầu tư tư nhân mà Braun đã đầu tư.

### Mythos Studios
Vào năm 2018, New York Times đưa tin rằng Braun đã cùng tham gia với David Maisel, chủ tịch sáng lập Marvel Studios, thành lập Mythos Studios để sản xuất các bộ phim phỏng theo truyện hoạt hình dưới dạng diễn xuất trực tiếp và hoạt họa.

## Giải thưởng
Braun xuất hiện trên trang bìa của Billboard vào ngày 11 tháng 8 năm 2012, ấn bản đặc biệt "Forty Under Forty" với tiêu đề "Scooter Braun và các Nhân vật Có Ảnh Hưởng Lớn Khác đang Nổi Lên". Braun có tên trong danh sách Time 100 vào năm 2013. Anh cũng xuất hiện lần thứ hai trên trang bìa của Billboard trong số phát hành ngày 20 tháng 4 năm 2013, cùng với Guy Oseary và Troy Carter. Vào năm 2016, Scooter đoạt giải thưởng “Quản lý Diễn viên xuất sắc nhất” tại "Giải thưởng Ngành m Nhạc Quốc tế" hàng năm lần thứ 3, do Shazam trao tặng tại MUSEXPO hàng năm lần thứ 12 ở Los Angeles. Vào năm 2017, Braun xuất hiện trên trang bìa của cả hai số Hitmakers, của tạp chí Variety và Gratitude của tạp chí Success.
Vào năm 2018, Braun được vinh dự nhận giải thưởng Music Biz 2018 Harry Chapin Memorial Humanitarian Award cho những nỗ lực từ thiện của anh vào năm 2017.

## Chính trị
Anh đã tổ chức một buổi gây quỹ cho Hillary Clinton tại nhà của mình vào năm 2015. Vào năm 2019, anh đã tổ chức một cuộc gây quỹ cho chiến dịch tranh cử tổng thống Kamala Harris năm 2020.

## Hoạt động từ thiện
Braun vẫn tiếp tục tham gia nhiều hoạt động từ thiện khác nhau, trong đó bao gồm Hội Từ Thiện của Gia đình Braun. Nhiều nghệ sĩ mà Braun ký hợp đồng cũng tham gia nhiều chương trình từ thiện khởi xướng khác nhau. Braun nổi tiếng nhất với việc đài thọ cho Pencils of Promise, do người em trai của anh là, Adam Braun sáng lập. Động lực để người em trai thành lập tổ chức này là một lần hỏi một đứa trẻ ở Ấn Độ về nguyện ước của em; đứa trẻ trả lời "một chiếc bút chì", từ đó câu chuyện này tạo nguồn cảm hứng để Adam Braun thành lập ra tổ chức Pencils of Promise với mục đích xây dựng các trường học ở các quốc gia đang phát triển. Braun và Bieber hiện đang hỗ trợ tổ chức này. Tổ chức từ thiện này đã giúp xây hơn 200 ngôi trường ở châu Á, châu Phi và châu Mỹ La-tinh.. Theo Billboard, tính đến năm 2017 Scooter Braun—cùng với các thân chủ và các công ty của anh—đã đáp ứng nhiều nguyện ước cho Make-A-Wish hơn bất kỳ tổ chức nào khác trong lịch sử của hiệp hội.
Scooter Braun được vinh dự nhận Giải thưởng Nhà Hoạt động Nhân Đạo tại 2016 Billboard Touring Awards vì các hoạt động ủng hộ từ thiện của anh cho tổ chức Pencils of Promise, Make-A-Wish và F*ck Cancer.
Vào năm 2017, tạp chí Billboard vinh danh Scooter Braun là "người cứu hộ" của ngành âm nhạc khi anh thành lập và sản xuất buổi hòa nhạc từ thiện One Love Manchester và chương trình từ thiện trên truyền hình Hand in Hand: A Benefit for Hurricane Relief cách nhau chỉ vài tháng. Vào tháng 3 năm 2018, George Clooney, Braun và nhóm của anh đã tổ chức March for Our Lives, một cuộc biểu tình do sinh viên điều hành ủng hộ các điều luật nghiêm ngặt hơn về sử dụng súng diễn ra ở Washington, DC. Theo Vox, buổi diễu hành là sự kiện diễu hành lớn nhất trong lịch sử thủ đô kể từ Cuộc Chiến tranh Việt Nam.

## Đời tư
Vào năm 2013, Braun bắt đầu hẹn hò với Yael Cohen, nhà sáng lập Fuck Cancer, nhà hoạt động từ thiện và nhà hoạt động quảng bá giữ gìn sức khỏe người Canada. Cặp đôi kết hôn vào ngày 6 tháng 7 năm 2014, tại Whistler, British Columbia, tại nhà của cha mẹ Cohen. Vào ngày 6 tháng 2 năm 2015, họ chào đón đứa con đầu lòng, Jagger Joseph Braun, tại Los Angeles. Họ chào đón đứa con thứ hai, Levi Magnus Braun, vào ngày 29 tháng 11 năm 2016. Vào ngày 1 tháng 12 năm 2018, Cohen và Braun chào đón đứa con thứ ba và con gái đầu lòng, Hart Violet.